# Catedral de San Jorge (Ciudad del Cabo)
La Catedral de San Jorge (en inglés: St. George's Cathedral; cuyo nombre completo es la "Iglesia Catedral de San Jorge Mártir") es la catedral anglicana de Ciudad del Cabo, en Sudáfrica. Es la sede del arzobispo anglicano de Ciudad del Cabo.
La catedral fue diseñada por Sir Herbert Baker y la primera piedra fue colocada en 1901. La catedral sustituyó a una iglesia construida en 1834 en el mismo sitio, y todavía está incompleta.

## Véase también

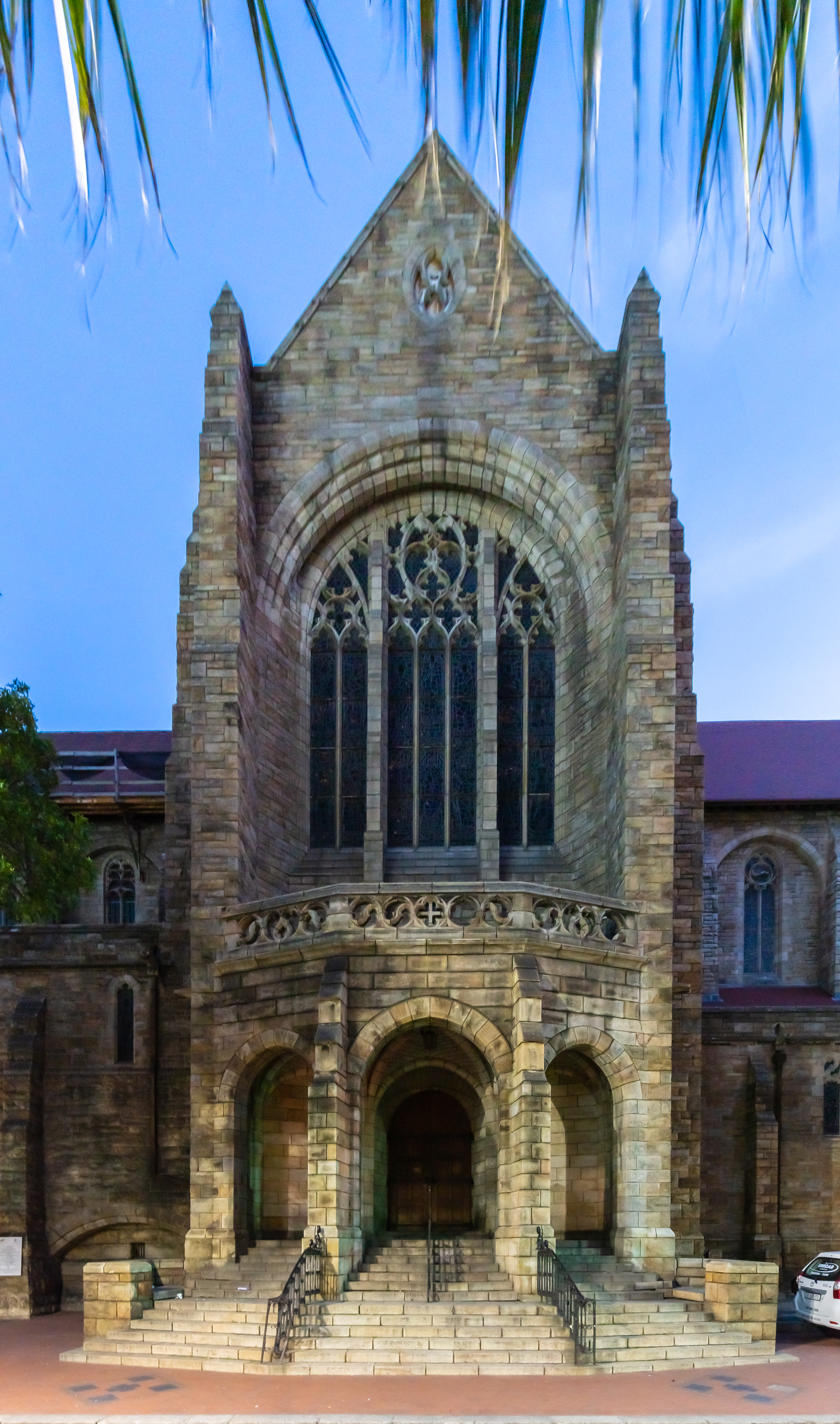
Entrada